# 帝国益聞社
帝国益聞社（ていこくえきぶんしゃ、朝鮮語 제국익문사、帝國益聞社、英語 Imperial Press）は、大韓帝国の時代に存在した、皇帝直属の情報機関である。単に益聞社と呼ぶこともある。

## 歴史
大韓帝国の皇帝高宗が帝国益聞社を設立したのは1902年のことであった。当時、大韓帝国は内外の問題に頭を悩ませていた。内には大院君派と閔妃派の抗争が続いており、外には大日本帝国、清王朝、そしてロシア帝国の脅威が迫っていた。
そういった状況を打開するために、必要な情報を収集する目的で設置されたのが帝国益聞社である。その後、1909年に解体された。

## 活動
表向きは通信社として活動していた。本部はソウルに置かれた。長官（督理）の下に3人の役人(司務、司記、司信)が分析などの為におり、61人の情報員が「記者」として以下のように活動していた。
- 常設通信員（ソウルや地方の省庁担当）16人
- 普通通信員（ソウル担当）15人
- 特別通信員（外国公館、日本の軍事、港湾施設担当）21人
- 海外通信員（海外担当、海外の政策について調査するだけでなく、逃げた犯罪者も調査していた。） 東京、上海に2人、大阪、長崎、北京、ウラジオストック、イェスンに1人ずつ計9人

その他、活動に柔軟性を持たせるために「臨時通信員」がおり、状況に応じて各地へ派遣された。海外情報は72のカテゴリーに分類されていたが、日本については特に念入りに調査を行っており日本関係のカテゴリーは16部門に及んだ。調査の内容は日本軍の動向、日本の警察や政治家、裏社会と多岐に渡ったという。
帝国益聞社の具体的な動きについて記した文書は見つかっていないが、実際に新聞や本を出版していたほか、乙巳保護条約を無効化するため活動したと推定されている。また安重根の救出作戦を行ったという説もある。李泰鎮（イ・テジン）ソウル大名誉教授は、伊藤博文暗殺事件の翌年に駐ウラジオストク日本総領事が当時の外務大臣であった小村寿太郎に送った機密報告書に登場する、安重根の管轄権を日本からロシアの法廷に移そうと奔走した密使は益聞社の要員ではないかと推定している。
設置目的や活動領域、組織運営システムなどについて規定である「帝国益聞社秘報章程」という書物が存在した。皇帝に毎日直接報告がなされており、報告書の入った封筒には「聖聴補佐」と書かれたシールが貼られていたという。また、情報保秘のため機密報告は特殊な化学薬品を使い、決められた解読方法を使わないと解読できないようにする「科学秘寫法」という方法がとられていた。
資金は各省庁が提出した毎月の予算を介して提供され、資金調達のシステムは安定的かつ継続的な方法となっていたという。

## 帝国益聞社を扱った作品
- カン・ドンス　「帝国益聞社」
- ミュージカル「英雄」　脚本：ハン・アルム、演出：ユン・ホジン